# Stephanie Cooke
Stephanie Cooke es una periodista, editora y escritora estadounidense, quien comenzó su carrera de reportera en el año 1977 en Associated Press. En 1980 se cambió a McGraw-Hill en Nueva York como periodista para el  Nucleonics Week, NuclearFuel y Inside N.R.C.. En 1984 fue transferida a Londres y dos años más tarde cubrió el resultado del desastre de Chernóbil para la Business Week y la "Nucleonics Week". En 2004, Cooke regresó a Estados Unidos para completar su libro En manos mortales. Cooke vive con su hijo en Kensington, Maryland, y actualmente es editora de Nuclear Intelligence Weekly.